# Arzani-Volpini
La Arzani-Volpini (anche conosciuta come Scuderia Volpini) è stata un'azienda operante nel campo delle competizioni automobilistiche, fondata da Gian Paolo Volpini e dal costruttore di motori Egidio Arzani. Partecipò al Campionato mondiale di Formula 1.
Volpini inizialmente partecipò senza soci alle classi inferiori (rispetto alla Formula 1), più precisamente la Formula Junior. Volpini unì poi le sue forze con Arzani nel 1954, sperando di entrare nella Formula 1. Per questo motivo la neonata scuderia acquistò il telaio usato durante la stagione di Formula 1 del 1950 dalla Scuderia Milano-Maserati, e lo utilizzò per la stagione 1955. La Arzani-Volpini successivamente migliorò il motore e la carrozzeria della vettura. Quest'ultima era costruita dalla Carrozzeria Colli. La scuderia si iscrisse al Gran Premio del Valentino del 1955 con alla guida Mario Alborghetti, ma non fecero in tempo a completare la costruzione del veicolo e dunque non partecipò alla competizione. La Arzani-Volpini debuttò invece al Gran Premio di Pau del 1955, dove Alborghetti morì in un incidente.
La scuderia partecipò ad un solo Gran Premio di Formula 1, il Gran Premio d'Italia del 1955. Luigi Piotti era il pilota della vettura, ma non partì per problemi al motore. La scuderia non partecipò più a gare di Formula 1 e chiuse i battenti alla fine del 1955.
Nel 1958 l'attività venne ripresa da Gian Paolo Volpini che con il marchio Volpini realizzò automobili da competizione per la Formula Junior e la Formula 3. Uno dei clienti fu Lorenzo Bandini. La Volpini chiuse nel 1959.

## Risultati in Formula 1
| Anno | Vettura | Motore               | Gomme | Piloti       |  |  |  |  |  |  |    |  |  |  |  |  |  |  |  |  |  |  |  |  |  |  |  |  | Punti | Pos. |
| ---- | ------- | -------------------- | ----- | ------------ |  |  |  |  |  |  | -- |  |  |  |  |  |  |  |  |  |  |  |  |  |  |  |  |  | ----- | ---- |
| 1955 | F1      | Maserati 4CLT 2.5 L4 | P     | Luigi Piotti |  |  |  |  |  |  | NP |  |  |  |  |  |  |  |  |  |  |  |  |  |  |  |  |  | 0     |      |

| Legenda | 1º posto     | 2º posto | 3º posto    | A punti         | Senza punti/Non class.  | Grassetto – Pole position Corsivo – Giro più veloce |
| Legenda | Squalificato | Ritirato | Non partito | Non qualificato | Solo prove/Terzo pilota | Grassetto – Pole position Corsivo – Giro più veloce |